# Al Jizah
Al Jizah (arabisk: الجيزة) er et guvernement beliggende  i den centrale del af Egypten. Al Jizahs hovedstad er byen  Giza.  Guvernementet har en befolkning på 3.326.444 mennesker, på et areal af  85.153 km2. Den største befolkningskoncentration er i den østlige del,  langs Nilen, vest  og syd for Kairo; Næsten halvdelen af befolkningen bor i byen Giza. Andre store byer er  al-Hawamidiyya, Awsim, al-Badrashayn og  Madinat Sittah Uktobar. Også oasen Bahariya, cirka 360 km fra Kairo, hører til Al Jizah.
Nogle af verdens mest imponerende monumenter bl.a. Sfinksen og Den store pyramide i Giza eller Keopspyramiden, det sidste endnu eksisterende af Verdens syv underværker ligger i dette guvernement.

## Eksterne kilder og henvisninger
1. ↑  Areal og befolkning

- Wikimedia Commons har flere filer relateret til Al Jizah

30°5′N 31°10′Ø / 30.083°N 31.167°Ø